# Un corps, une nuit
Pour les articles homonymes, voir Summit.
Pour plus de détails, voir Fiche technique et Distribution.
Un corps, une nuit (titre original : Summit / titre alternatif italien : Un corpo, una notte) est un film franco-italien réalisé par Giorgio Bontempi, sorti en 1968

## Synopsis
Pablo est un journaliste politique italien. Ses propres idées sont d'extrême-gauche, maoïstes. Il vient à Paris pour suivre une conférence internationale avec son photographe et ami intime Alberto. Mais il vient aussi pour renouer avec son ancienne maîtresse Annie. Celle-ci a pris un autre amant, Ulrich, jeune dessinateur qui lui offre une vie poétique et plus simple que Pablo. Alberto et Agathe, amie d'Annie, font si bien que Pablo et Annie tentent de vivre à nouveau ensemble. Ils partent en voyage vers Istanbul, croit Annie. Mais Pablo est obligé, pour son métier, de passer par l'Allemagne de l'Est et la Pologne.
Avant Varsovie, Annie le quitte et retourne à Ulrich qui lui offre un billet pour les États-Unis. Fou d'amour, Pablo revient à Paris et tente de reprendre Annie. La jeune femme a choisi ! Elle part aux États-Unis. Alors, Pablo abandonne.

## Fiche technique
- Titre : Un corps, une nuit
- Titre original : Summit
- Titre alternatif italien : Un corpo, una notte
- Réalisation : Giorgio Bontempi
- Scénario :  Giorgio Bontempi
- Photographie : Erico Menczer
- Cadreur : Silvio Fraschetti
- Montage : Vincenzo Tomassi
- Musique : Mario Nascimbene
- Direction artistique : Claude Reynaud
- Décors :
- Costumes :
- Producteur : Silvio Amadio
- Sociétés de production : Lira Films (Paris), Tirso Film (Rome)
- Sociétés de distribution : Interfilm
- Pays de production :  Italie |  France
- Langue : Italien
- Genre : Film dramatique
- Durée : 100 minutes (1 h 40)
- Dates de sortie : 
  - Italie : septembre 1968 (Mostra de Venise)  / Sortie nationale : 17 octobre 1968
  - France : 6 mars 1970

## Distribution
- Gian Maria Volontè : Paolo
- Mireille Darc : Annie
- Olga Georges-Picot : Agathe
- Giampiero Albertini : Berto
- Erika Blanc : Olga
- Carlo De Mejo : Ulrich
- Antonietta Fiorito :